# Радіус Бора
Радіус Бора — фізична стала із розмірністю довжини. Середня віддаль від ядра до електрона на s-орбіталі атома водню.
В Міжнародній системі величин (ISQ) радіус Бора визначається формулою
{\displaystyle a_{0}={\frac {4\pi \epsilon _{0}\hbar ^{2}}{me^{2}}}={\frac {\hbar }{mc\alpha }}},
де m — маса електрона, {\displaystyle \epsilon _{0}} — електрична стала, {\displaystyle \hbar } — зведена стала Планка, e — заряд електрона, c — швидкість світла, {\displaystyle \alpha } — стала тонкої структури. Остання формула справедлива також і в системі СГСГ.
{\displaystyle a_{0}}= 5,2917721092(17)× 10−11 м = 52,917721092(17) пм.
Радіус Бора визначає розмір найменшого із атомів — атома водню. Віддаль між атомами водню в молекулі водню приблизно вдвічі більша, типові значення міжатомних віддалей лежать в області від 2 до 6 радіусів Бора.